# Dálnice na Ukrajině

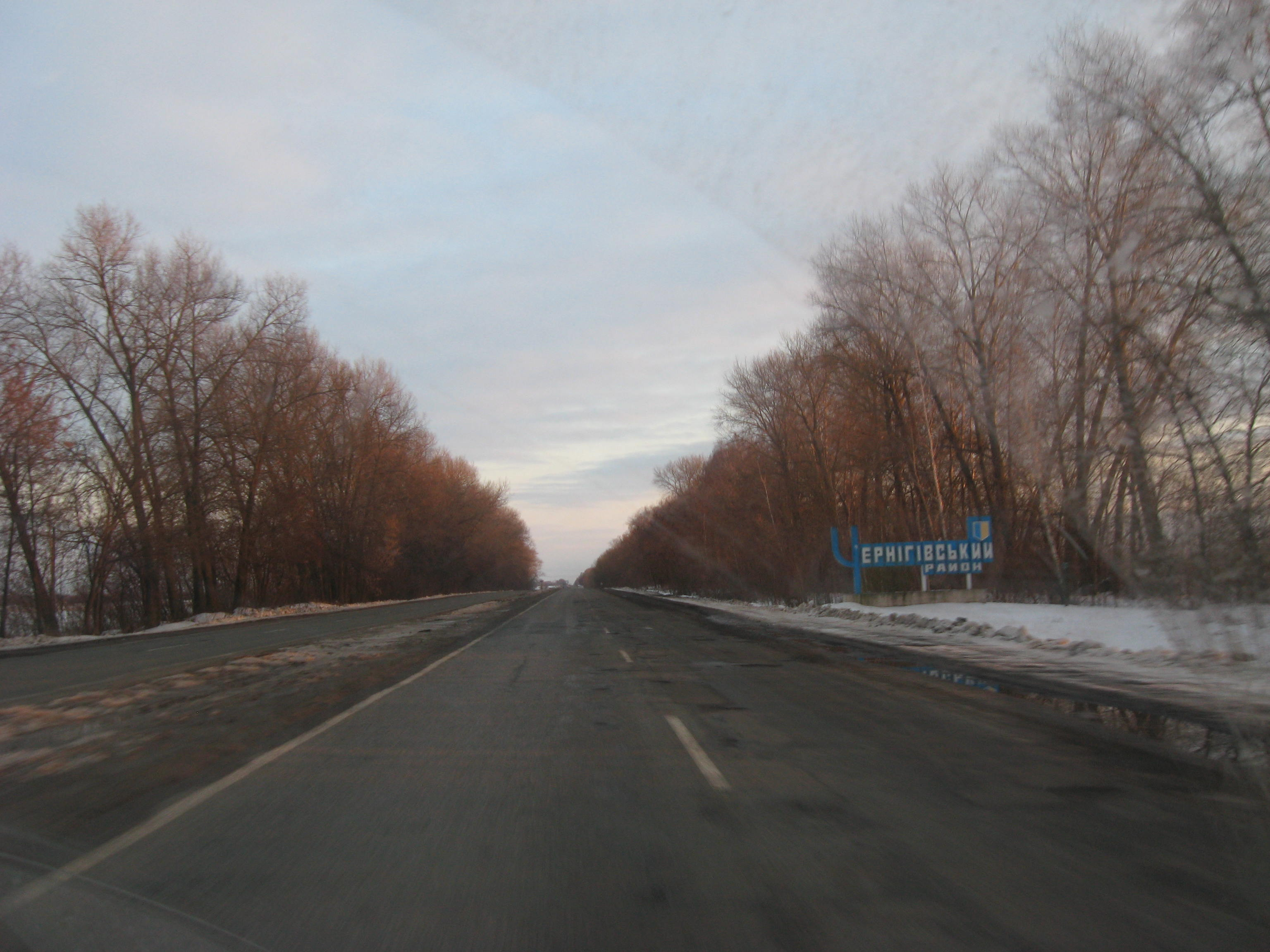
Dálnice M01 v Černihivu

Ukrajina má poměrně malou dálniční síť, pokud bychom do ní zařadili pouze úseky, které skutečně odpovídají mezinárodním předpisům pro klasifikaci dálnic. Existující významné silnice lze většinou kvalifikovat jen jako dvouproudové silnice (po dvou pruzích v každém směru), neboť jim chybí středový dělicí pás se svodidly, odstavný pruh a další bezpečnostní prvky, a vyskytují se na nich povětšinou pouze úrovňové křižovatky. Jedná se tedy spíše o hlavní rychlostní silnice, přičemž tato síť dosahuje 5 % délky všech státních a oblastních silnic. Celková délka silnic na Ukrajině, považovaných za dálnice a označených písmenem M, dosahuje 8080 km. Maximální povolená rychlost na těchto tzv. dálnicích je pro osobní automobily 130 km/h. Ukrajinské dálnice nejsou zpoplatněny. Od roku 2015 Ukrajina schválila nový projekt Velké budování, jehož cílem je změnit normy silnic dle norem EU. Jeho cílem by měly být státní rychlostní silnice a obchvaty měst bez poplatku a zpoplatněné soukromé dálnice.

## Po roce 2014
V letech 2015–2018 prošel silniční průmysl mnoha inovacemi, z nichž mnohé jsou určeny dlouhodobě. Zejména v roce 2019 pokračují práce na provádění „Programu rozvoje silnic na období 2018–2022“. Důležitým průlomem je projekt Go Highway – mezinárodní dopravní koridor spojující ukrajinské černomořské přístavy Oděsa a Mykolajiv s polským Gdaňskem. Jiné jsou vnitrostátní, jako třeba:
Dněpr–Reshetilovka (dálnice N-31)
Od roku 2020 pokračují práce na strategické dálnici N-31 spojující hlavní město Kyjev s Dněprem, hlavním průmyslovým uzlem. Největší staveniště se nachází v oblasti Poltavy, kde se od nuly staví 7 kilometrový úsek dálnice s betonovým povrchem. Součástí obchvatu kolem Poltavy je 518 metrů dlouhý historický viadukt.
Kyjev–Oděsa (dálnice M-05)
Od roku 2020 probíhají práce na rekonstrukci dálnice Kyjev–Oděsa po celé úctyhodné délce 453 km. Dokončení rekonstrukce je naplánováno na rok 2021. Podle Ukravtodor je rekonstrukce „složitá“, protože zahrnuje nejen povrch vozovky, ale také přilehlé silniční služby, jako je instalace komplexů hmotnosti v pohybu (WiM), mimoúrovňové křižovatky a zrušení levotočivých odbočovacích pruhů (budou pouze pravotočivé sjezdy ve stylu dálnice).
Žytomyr – severní obchvat (M-06)
Část severního obchvatu dálnice M-06 kolem Žytomyru se rozšiřuje na čtyři pruhy, přičemž maximální rychlost se zvyšuje na 110 km/h. Projekt zahrnuje čtyři víceúrovňové křižovatky a tři mimoúrovňové železniční přejezdy. Dokončení stavby proběhlo v roce 2020.
První obchvat Rovna – severní obchvat
V současnosti je ve městě Rovno ve výstavbě obchvat dvouproudové silnice. První fáze je 6 km dlouhý úsek silnice postavený od nuly spojující dálnice N-25 a T-18-32. Cílem projektu je odlehčit centrum města od silného tranzitního provozu. Projekt zahrnuje 280 metrů dlouhý nadjezd nad údolím.

## Seznam dálnic

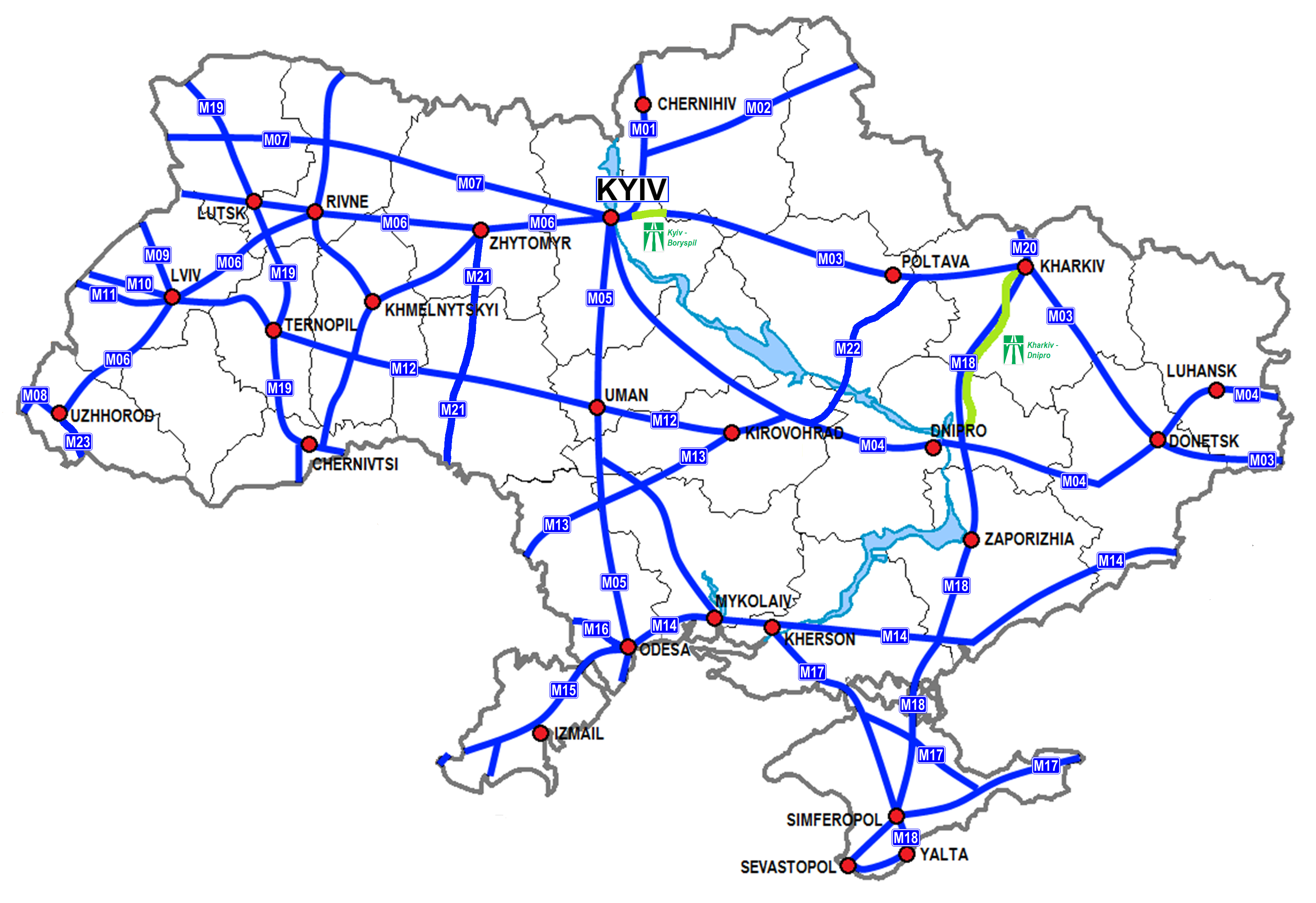
Schéma ukrajinských dálnic

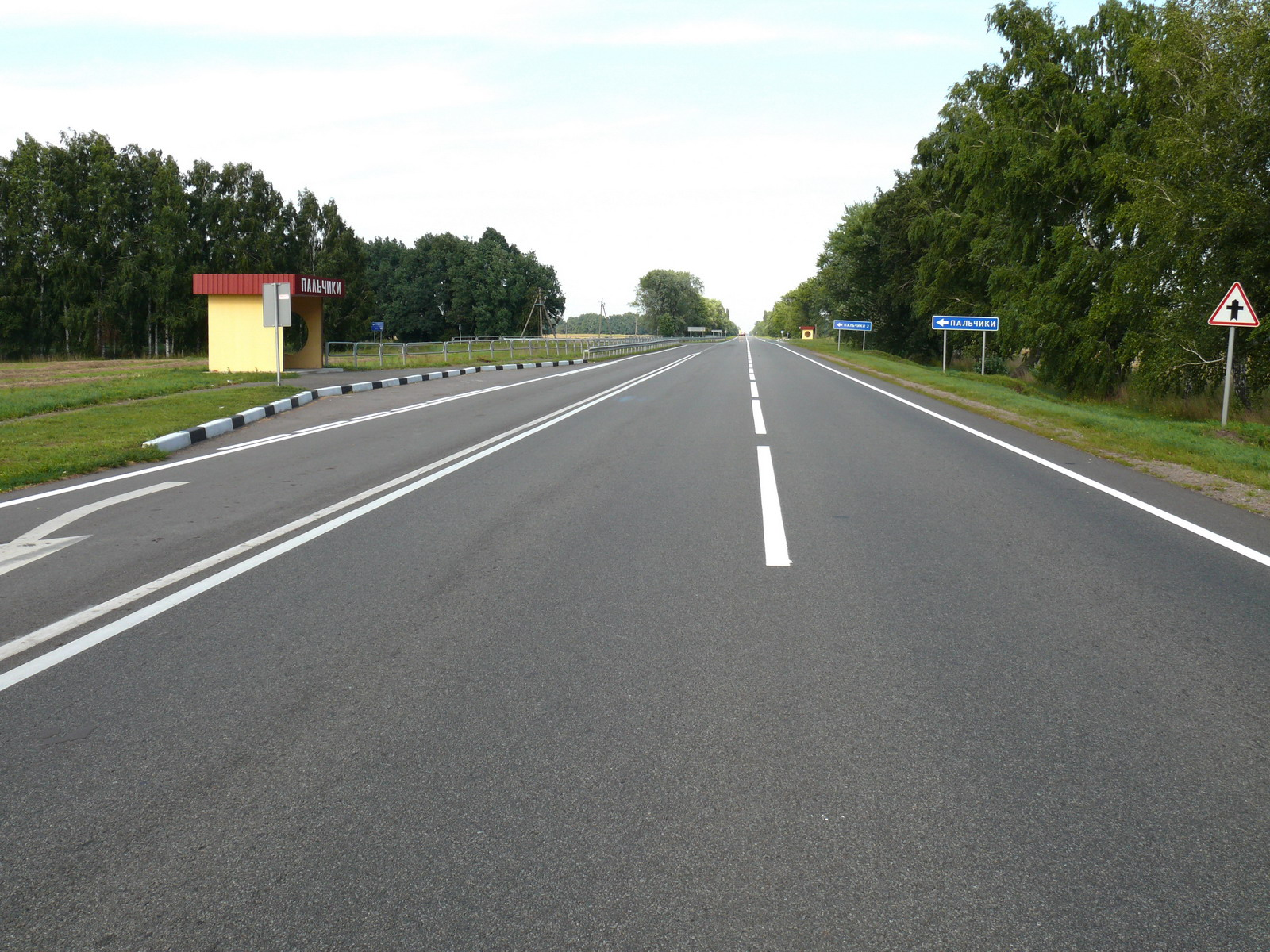
Dálnice M02 u Baturynu

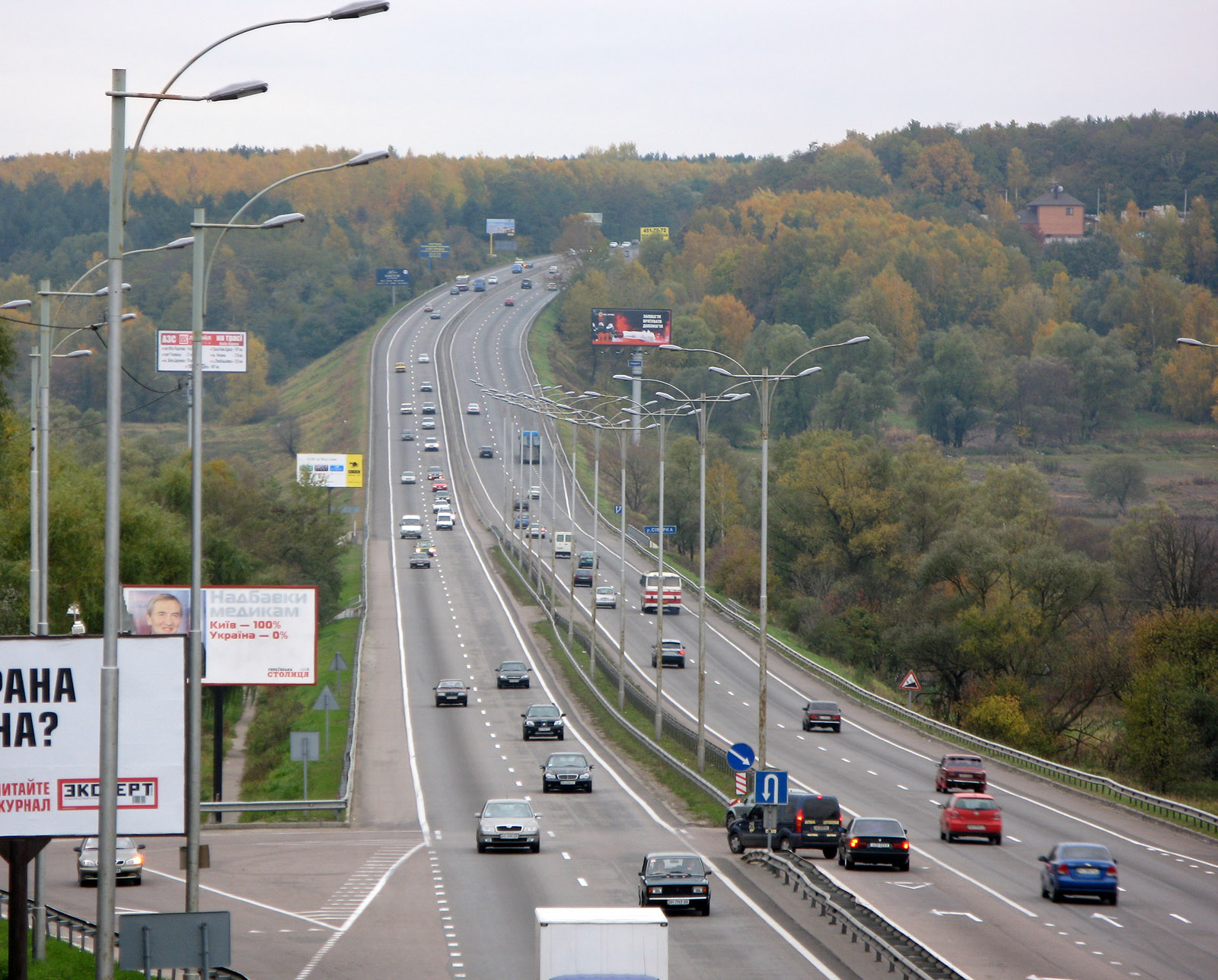
Čtyřproudový úsek dálnice M05 v Kyjevě

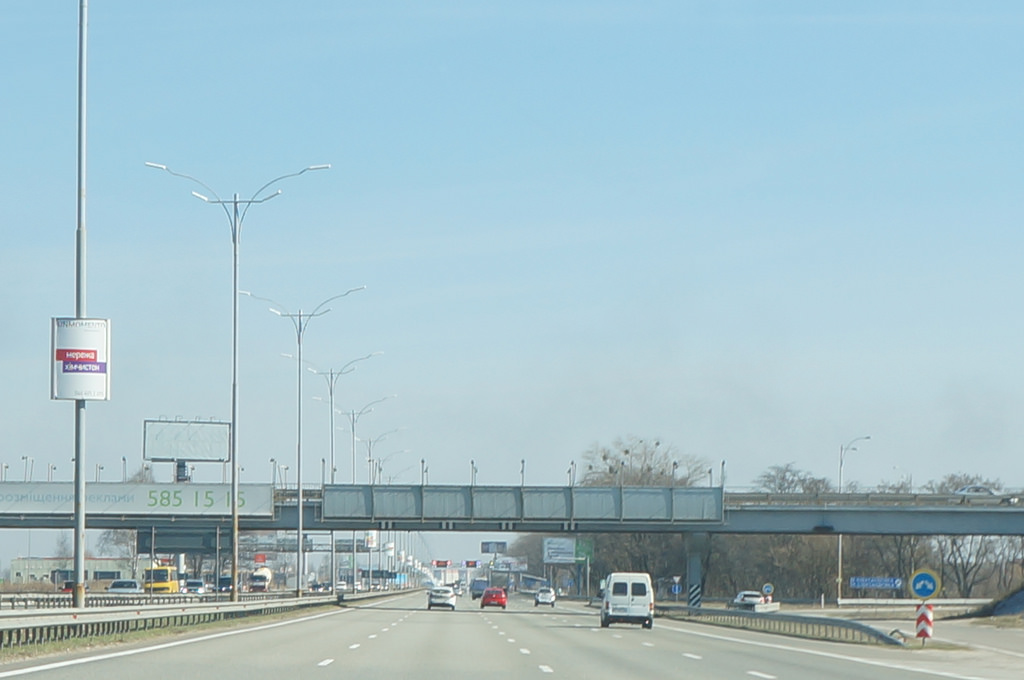
Dálnice M03 mezi Kyjevem a Boryspilem

Rychlostní limity na Ukrajině

Dálnice jsou na Ukrajině označovány písmenem M (Mizhnarodni – ukrajinsky mezinárodní; ne však, jak je často mylně zaměňováno, motorway – anglický výraz pro dálnici). Ukrajinské slovo pro dálnici je šose, v azbuce Шосе.
| Číslo | Mapa             | Trasa | Konečná délka (km) |
| ----- | ---------------- | --- | ------------------ |
| M01   |                  | Kyjev – Brovary – Černihiv – Ripky – Bělorusko (Dálnice M8) | 206                |
| M02   |                  | Kipti (M01) – Borzna – Krolevec – Hluchiv – Rusko (Dálnice M3) | 242,5              |
| M03   |                  | Kyjev – Boryspil – Jahotyn – Pyrjatyn – Lubny – Chorol – Poltava – Valky – Charkov – Čuhujiv – Izjum – Slovjansk – Bachmut – Debalceve – Antracyt – Rusko (Dálnice M19)                                                          | 844                |
| M04   |                  | Snamjanka – Oleksandrija – Pjatychatky – Dnipro – Novomoskovsk – Pavlohrad – Pokrovsk – Selydove – Doněck – Makijivka – Jenakijeve – Vuhlehirsk – Debalceve – Alčevsk – Luhansk – Novosvitlivka – Sorokyne – Rusko (Dálnice M21) | 567                |
| M05   |                  | Kyjev – Vasylkiv – Žaškiv – Umaň – Petrovirivka – Oděsa | 453                |
| M06   |                  | Kyjev – Žytomyr – Rivne – Lvov – Svaljava – Mukačevo – Užhorod – Čop – Maďarsko (Dálnice M34) | 821,5              |
| M07   |                  | Kyjev – Buča – Malyn – Sarny – Kovel – Jahodyn – Polsko | 486,5              |
| M08   |                  | Užhorod – Slovensko (Dálnice D1) | 14                 |
| M09   |                  | Lvov – Ternopil – Polsko (Rychlostní silnice S17) | 174                |
| M10   |                  | Lvov – Javoriv – Polsko (Dálnice A4) | 69                 |
| M11   |                  | Lvov – Mostyska – Polsko | 72                 |
| M12   |                  | Stryj – Žydačiv – Chodoriv – Berežany – Ternopil – Voločysk – Chmelnyckyj – Vinnycja – Hajsyn – Umaň – Kropyvnyckyj – Znamjanka                                                                                                  | 746,5              |
| M13   |                  | Kropyvnyckyj – Novoukrajinka – Pervomajsk – Okny – Moldavsko | 254,5              |
| M14   | Ukraine road m14 | Oděsa – Mykolajiv – Cherson – Beryslav – Nova Kachovka – Melitopol – Prymorsk – Berďansk – Mariupol – Novoazovsk – Rusko | 624                |
| M15   | Ukraine road m15 | Oděsa – Izmajil – Moldavsko | 244,5              |
| M16   | Ukraine road m16 | Oděsa – Pervomaisc – Moldavsko | 58,5               |
| M17   | Ukraine road m17 | Cherson – Olešky – de facto Rusko (poloostrov Krym) Armjansk – Krasnoperekovsk – Džankoj – Feodosija – Kertsch | 423,5              |
| M18   | Ukraine road m18 | Charkov – Merefa – Krasnohrad – Pereščepyne – Novomoskovsk – Záporoží – Vasylivka – Melitopol – de facto Rusko (poloostrov Krym) – Simferopol – Alušta – Jalta                                                                   | 682,5              |
| M19   | Ukraine road m19 | Bělorusko – Kovel – Rožyšče – Luck – Dubno – Kremenec – Zbaraž – Ternopil – Terebovlja – Kopyčynci – Čortkiv – Kicmaň – Černovice – Rumunsko                                                                                     | 504                |
| M20   | Ukraine road m20 | Charkov – Rusko (Dálnice M2) | 28,5               |
| M21   | Ukraine road m21 | Schytomyr – Berdyčiv – Kalynivka – Žmerynka – Mohyliv-Podylskij – Moldavsko | 221                |
| M22   | Ukraine road m22 | Poltava – Oleksandrija | 186,5              |
| M23   | Ukraine road m23 | Mukačevo – Berehovo – Vynohradiv – Chust – Buštyno – Teresva – Welykyj Bytschkiw – Rumunsko | 49,5               |
| M24   |                  | Mukačevo – Łużanka – Maďarsko | 37,5               |
| M25   |                  | Solomonovo – Yanoshi | 59,5               |
| M26   |                  | Výlok – Rumunsko | 20,5               |
| M27   | Ukraine road h04 | Oděsa – Čornomorsk | 14                 |
| M28   |                  | Kryzhanivka – Sychavka | 49                 |
| M29   |                  | Ljubotyn – Hubynykha | 158                |

Poznámka: města vyznačená kurzívou se nacházejí de jure na Ukrajině, na poloostrově Krymu de facto obsazeném Ruskou federací.